# Ludwig Schnorr von Carolsfeld
Ludwig Schnorr von Carolsfeld (ur. 2 lipca 1836 w Monachium, zm. 21 lipca 1865 tamże) – niemiecki śpiewak operowy, tenor.

## Życiorys
Syn malarza Juliusa Schnorra von Carolsfeld. Kształcił się w Kreuzschule w Dreźnie u Juliusa Otto i w konserwatorium w Lipsku u Eduarda Devrienta. W 1854 roku został zaangażowany przez Devrienta do zespołu opery w Karlsruhe, od 1858 roku był jej pierwszym tenorem. Odniósł sukces występami w Wolnym strzelcu Webera, Normie Belliniego i Robercie Diable Meyerbeera, śpiewał na scenach w Wiesbaden, Frankfurcie nad Menem, Moguncji i Düsseldorfie. W 1860 roku został pierwszym tenorem opery dworskiej w Dreźnie. Poza repertuarem operowym wykonywał także repertuar oratoryjny i pieśniarski.
Występował wspólnie z żoną, śpiewaczką duńskiego pochodzenia Malviną Garriguers (1825–1904), odnosząc sukcesy w repertuarze wagnerowskim (Lohengrin, Tannhäuser). W 1865 roku Richard Wagner powierzył obojgu małżonkom tytułowe role w trakcie prapremierowego przedstawienia Tristana i Izoldy. 9 lipca 1865 roku Schnorr von Carolsfeld zaśpiewał na scenie w Monachium partię Eryka w Holendrze tułaczu, 3 dni później na koncercie dla króla Ludwika II wykonał fragmenty z nieukończonych jeszcze oper Śpiewacy norymberscy, Walkiria i Zygfryd.